# 山茶亞科
山茶亞科為山茶科6個亞科之一。
花兩性，單生，苞片2至多數，萼片5至多數，花瓣5～12,雄蕊多輪；子房3～5室。蒴果或核果狀。

## 品種
- 山茶族 山茶屬，蒴果自上而下開裂，中軸脫落，苞被片不分化，不定數，280種，主要產中國，約250餘種，供飲料、油料及觀賞。著名的有茶、油茶、山茶等。

- 石筆木屬，蒴果自下而上開裂，中軸宿存，萼片5～10，花瓣5，21種，主產中國，常見的有石筆木。
- 大頭茶族大頭茶屬，花兩性，蒴果長筒形，花柱合生，種子頂端有翅，40種，產亞洲，中國6種，常見的有大頭茶。
- 拉普拉茶屬，花單性同株，蒴果長筒形，花柱離生，種子頂端有翅，26種，主產南美及中美。
- 木荷屬，蒴果圓形，種子有翅，30種，產亞洲，中國19種，常見的有木荷、銀木荷、西南木荷。
- 圓子荷屬，雄蕊2輪，無花柱，蒴果扁球形，1種，圓子荷，產廣東、廣西。
- 紫莖族折柄茶屬，常綠木本，葉柄對折，種子無翅，12種，主產中國南部，常見的有折柄茶。
- 紫莖屬，落葉木本，種子有翅。10種，產亞洲、北美。常見的有紫莖。
- 福蘭茶屬，落葉木本，雄蕊離生，種子有角。1種，產北美南部。
- 核果茶族 多瓣核果茶屬，花萼及花瓣各為10～12，逐漸過渡，1種，多瓣核果茶，產中國海南。核果茶屬，花萼及花瓣各為5數。20餘種，產亞洲，中國有8種。